# Edmund A. Walsh School of Foreign Service

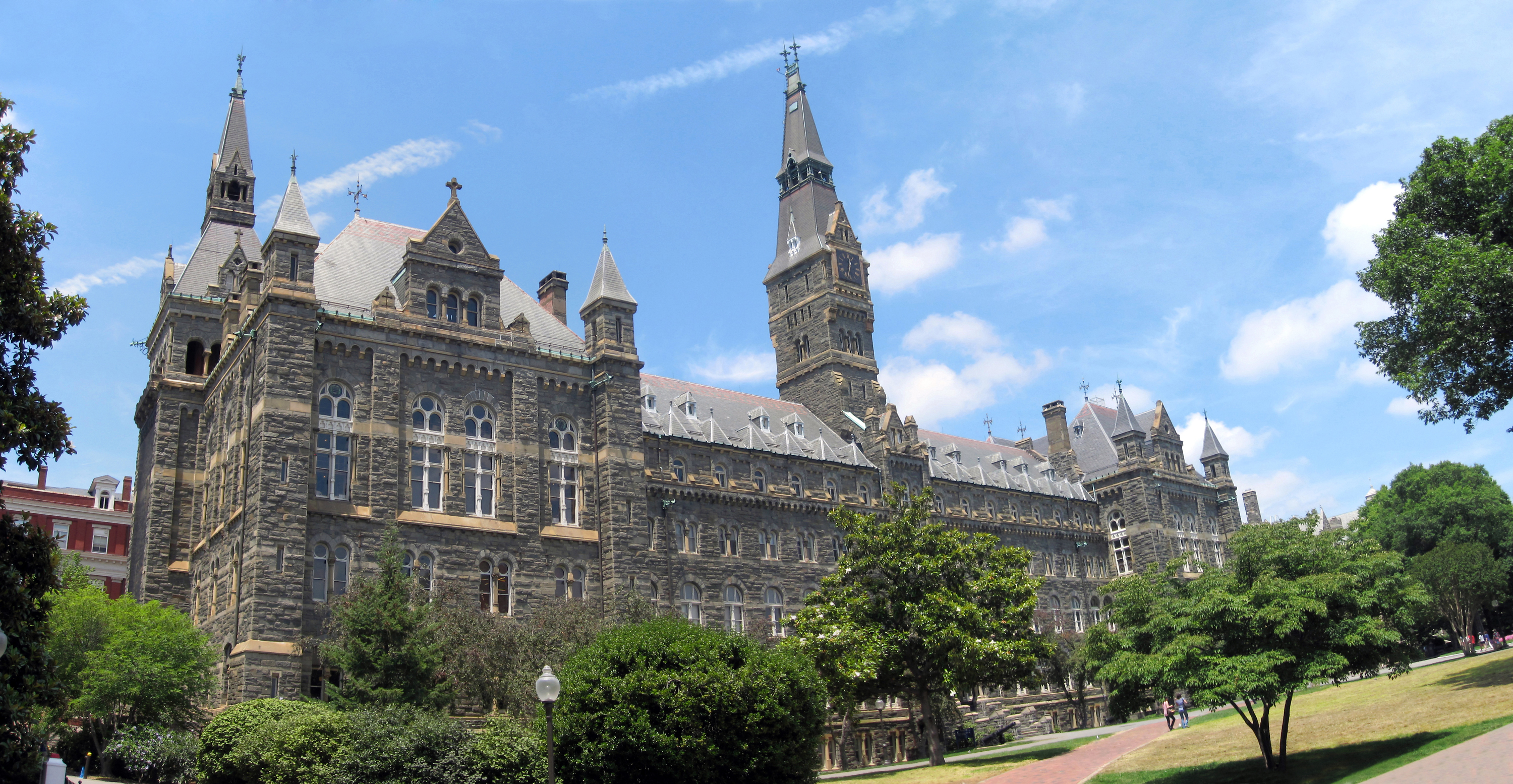
Healy Hall, hlavní budova kampusu Georgetownské univerzity

Edmund A. Walsh School of Foreign Service (SFS) je fakulta Georgetownské univerzity, která vzdělává bakalářské, magisterské a doktorské studenty pro praxi v oborech mezinárodních vztahů, mezinárodní politiky a diplomacie. Je označována za nejlepší vzdělávací instituci v oboru mezinárodních vztahů na světě.
Mezi vyučující se zařadili bývalá ministryně zahraničí Madeleine Albrightová, bývalý člen Národní bezpečnostní rady Victor Cha, odborník na transatlantické vztahy Charles Kupchan, či akademik v oboru mezinárodního práva Anthony Clark Arend.

## Studijní programy

### Bakalařské programy
V pregraduálních bakalářských programech s důrazem na mezinárodní vztahy absolventi získávají titul Bachelor of Science in Foreign Service (BSFS).
- Kultura a politika (CULP; Culture and Politics)[3]
- Globální obchod (GBUS; Global Business)[4]
- Mezinárodní ekonomika (IECO; International Economics)[5]
- Mezinárodní historie (IHIS, International History)[6]
- Mezinárodní politická ekonomie (IPEC; International Political Economy)[7]
- Mezinárodní politika (IPOL, International Politics)[8]
- Regionální a srovnávací studia (RCST, Regional and Comparative Studies)[9]
- Věda, technologie a mezinárodní vztahy (STIA; Science, Technology, & International Affairs)[10]

### Magisterské a doktorské programy
- Master of Science in Foreign Service (MSFS, zahraniční služba)
- Master of Arts in Security Studies (bezpečnostní studia)
- Master of Global Human Development (globální lidský rozvoj)
- Master of Arts in Arab Studies (arabská studia)
- Master of Arts in Asian Studies (asijská studia)
- Master of Arts in German and European studies (německá a evropská studia)
- Master of Arts in Eurasian, Russian and East European Studies (eurasijská, ruská a východoevropská studia)
- Master of Arts in Latin American Studies (latinskoamerická studia)

## Významní absolventi
- Abdalláh II. – jordánský král
- Gloria Macapagal-Arroyová – filipínská prezidentka
- Steve Bannon – poradce prezidenta Trumpa
- José Manuel Barroso – předseda Evropské komise
- Bill Clinton – americký prezident
- Denis McDonough – americký ministr a úředník
- Filip VI. – španělský král
- Dalia Grybauskaitė – prezidentka Litvy
- Alexander Haig – americký ministr zahraničí a vrchní velitel spojeneckých vojsk v Evropě
- Eliška Hašková-Coolidge – zvláštní asistentka amerických prezidentů
- Laura Chinchilla Miranda – prezidentka Kostariky
- James L. Jones – poradce pro národní bezpečnost
- Eugen Jurzyca – slovenský ministr školství
- Željko Komšić – prezident Bosny a Hercegoviny
- David Lin – ministr zahraničí Tchaj-wanu
- Kirstjen Nielsenová – ministryně vnitřní bezpečnosti USA
- Carl Reiner  – herec, filmový producent a režizér
- George Tenet – ředitel CIA